# Estación Buchanan
Buchanan es una estación ferroviaria ubicada en el partido de La Plata, provincia de Buenos Aires, Argentina.

## Servicios
La estación formaba parte del Ramal G3 que, saliendo de González Catán, llegaba hasta la estación Puerto La Plata, correspondía a la Compañía General de Ferrocarriles en la Provincia de Buenos Aires.
Los últimos trenes circularon en 1993, existiendo intentos fallidos de reactivación a finales de la década de los años 90.

## Infraestructura
En esta zona, la vía se encuentra transitable, ya que hay un guardián de la Estación (ad honorem), Alberto Rubén "Coco" Logiocco, quien cuenta con una zorra ferroviaria hecha por él y gracias a la cual mantiene el trazado de las vías periódicamente desde hace 27 años. 
Desde mediados del año 2021 un grupo de ciclistas de la mano de Federico N. Espindola, joven oriundo del partido de Berazategui inicio una campaña de recuperación del lugar junto a un grupo de ciclistas, donde conoció a Ezequiel "Cicloturista Suelto" quien, con el correr de los años asumió el compromiso de poner en valor el predio y el edificio, realizando varias jornadas de mantenimiento, y así ayudando a Coco a preservar su Paraíso. Cada vez que se organiza una Jornada Solidaria, se la promueve como una jornada de #AmigosDeBuchanan y esta manera reacondicionarla para los visitantes.[cita requerida]